# NGC 5491
NGC 5491, auch NGC 5491A genannt, ist eine 13,1 mag helle Spiralgalaxie vom Hubble-Typ Sb im Sternbild Jungfrau auf der Ekliptik und etwa 263 Millionen Lichtjahre von der Milchstraße entfernt.
Sie bildet zusammen mit dem Nicht-NGC-Objekt PGC 214225 (auch NGC 5491B genannt) eine gravitationell gebundene Doppelgalaxie und wurde am 12. Mai 1793 vom deutsch-britischen Astronomen Wilhelm Herschel mit einem 18,7-Zoll-Spiegelteleskop entdeckt, der sie dabei mit „pB, pL, iR“ beschrieb.